# Baranowo (rejon święciański)
Baranowo (lit. Baroniškė) – wieś na Litwie, w okręgu wileńskim, w rejonie święciańskim, w gminie Łabonary.

## Historia
W czasach zaborów wieś w powiecie święciańskim, w guberni wileńskiej Imperium Rosyjskiego. W 1905 roku liczyła 6 mieszkańców.
W dwudziestoleciu międzywojennym wieś leżała w Polsce, w województwie wileńskim, w powiecie święciańskim, w gminie Kołtyniany.
W 1931 w 11 domach zamieszkiwało 89 osób.
Miejscowość należała do parafii rzymskokatolickiej w Nowych Święcianach. Podlegała pod Sąd Grodzki w Święcianach i Okręgowy w Wilnie; właściwy urząd pocztowy mieścił się w Nowych Święcianach.
Umiejscowiona była tu strażnica KOP „Baranowo”
Od 1945 roku w Litewskiej Socjalistycznej Republice Radzieckiej.
Od 1990 na niepodległej Litwie.